# Farsleben
Farsleben ist ein Ortsteil der Stadt Wolmirstedt im Landkreis Börde in Sachsen-Anhalt.

## Geografie
Farsleben liegt im unteren Ohretal, wenige Kilometer vor deren Mündung in die Elbe. Nordwestlich von Farsleben steigt das Gelände allmählich zur Colbitz-Letzlinger Heide an (74 m ü. NN). Südlich von Farsleben befindet sich das Landschaftsschutzgebiet Moortalsee.

## Geschichte
1197 taucht der Ort erstmals in einer Urkunde als Fadesleve auf. Hierin wird der Besitz des Adelsgeschlechtes von Elbeu und des Klosters Ammensleben am Dorf bestätigt.
Den Herren von Elbeu folgten die von Irxleben. Im Jahr 1418 fiel der halbe Ort dem Feuer zum Opfer, das plündernde Raubritter aus dem Altmärkischen gelegt hatten. 1441 erhielt die Familie von der Schulenburg das ganze Lehnsgut Farsleben.
Farsleben wurde im Dreißigjährigen Krieg mehrmals von verschiedenen Kriegsparteien ausgeraubt. Die günstige Lage nördlich des Ohre-Überganges zwischen Elbe und Heide war der Grund, dass hier Truppen durchzogen und lagerten – so auch die Tillys 1626. Das Dorf Farsleben fiel nach dem Krieg wüst – nur sechs Bewohner sollen die Kriegsereignisse überlebt haben, während für 1584 noch 22 Familien bezeugt waren.
In der allmählichen Wiederaufbauphase wurde 1655 eine neue Kirche geweiht. Die heutige Gestalt erhielt die Dorfkirche Farsleben nach baulichen Veränderungen bis in die Mitte des 18. Jahrhunderts. 1820 hatte das Dorf inzwischen wieder 250 Einwohner.
Von 1910 bis 1966 lag die Gemeinde an der Kleinbahn Wolmirstedt–Colbitz (mit eigenem Bahnhof). Aus der 1888 gegründeten Feuerwehr ging 1928 die Freiwillige Feuerwehr hervor.
Ein Zug mit jüdischen Gefangenen, welcher als erster von drei Todestransporten Anfang April 1945 im Konzentrationslager Bergen-Belsen mit je 2500 sogenannten Austauschjuden in ca. 45 Waggons (teils ältere Personenwagen dritter Klasse, teils gedeckte Güterwagen) zusammengestellt wurde, um diese in das Konzentrationslager Theresienstadt zu bringen, verließ am 6. April 1945 den Lagerbahnhof Bergen-Belsen und kam am 13. April 1945, kurz vor Ende des Zweiten Weltkrieges zwischen Farsleben und Zielitz zum Stehen. Viele Bürger halfen den nun Geretteten. Es starben aber trotz Hilfe viele an Krankheiten und Entkräftung. 22 Opfer des Transportes wurden auf einem extra angelegten jüdischen Friedhof in Hillersleben begraben und später auf dem örtlichen Friedhof ein Gedenkstein dazu errichtet. Während der Zweite der Züge das Ziel erreichte, strandete der dritte Zug am 23. April 1945 im brandenburgischen Tröbitz und wurde als Verlorener Zug bekannt.
Die Landwirtschaft prägte die Gemeinde Farsleben auch nach dem Zweiten Weltkrieg. 1963 wurden die beiden LPG des Ortes zusammengeschlossen, einige Jahre später nahmen eine Milchvieh- sowie eine Schweinezuchtanlage den Betrieb auf. Einige Einwohner arbeiten im Kaliwerk Zielitz. Die Farsleber Kirche, die wegen Bauschäden 1985 geschlossen wurde, ist inzwischen instand gesetzt und seit 1997 finden dort wieder Gottesdienste statt.
Am 1. Januar 2009 wurde die bis dahin selbstständige Gemeinde Farsleben nach Wolmirstedt eingemeindet.

## Politik

### Ortschaftsrat
Der jetzige Ortsbürgermeister ist Michael Knackmuß von der Unabhängigen Wählergemeinschaft Farsleben (KWG-Börde).
| Ortschaftsrat Farsleben setzt sich aus 5 Mitgliedern zusammen. Die letzte Wahl des Ortschaftsrates fand am 9. Juni 2024 statt und die Wahlbeteiligung lag bei 73,23 %. - 3 Sitze (KWG) - 1 Sitz (CDU) - 1 Sitz (AfD) |

### Wappen
Das Wappen wurde am 28. Oktober 1999 durch das Regierungspräsidium Magdeburg genehmigt.
Blasonierung: „In Silber zwischen zwei roten Schanzkörben, auf grünem mit einem silbernen Seeblatt belegten Dreiberg ein grün gekleideter Soldat des Dreißigjährigen Krieges mit breitem silbernen Kragen, goldener Schärpe, grünem Federhut, roten Stulpenhandschuhen und schwarzen Kanonenstiefeln mit goldenen Sporenspangen, die linke Hand in die Seite gestemmt, in der rechten Hand eine Partisane mit schwarzer Stange, goldener Spitze und goldenem Eisen haltend.“
Farsleben besitzt ein im Jahr 1938 offiziell genehmigtes Wappen, das jedoch nicht nachweisbar in Gebrauch genommen wurde, so dass sich sechzig Jahre später kein Farslebener Einwohner daran erinnern kann. Zuvor hatte der Ort ein Bildsiegel, auf dem der Moorthalberg (jetzt unter einer Kaliabraumhalde begraben) mit drei darauf wachsenden Kiefern zwischen zwei Schanzen abgebildet ist. Schließlich entwarf man selbst ein Wappen, das von 1985 an in Gewohnheitsrecht getragen wurde, in seiner Art aber nicht genehmigungsfähig war. Der Gemeinderat beauftragte darum im Jahr 1999 den Magdeburger Kommunalheraldiker Jörg Mantzsch mit der Erarbeitung eines heraldisch korrekten Hoheitszeichens.
Vom Moorthalberg gibt es eine Sage, nach der im Dreißigjährigen Krieg Soldaten des kaiserlich-wallensteinschen Heeres auf dem Moorthalberg Schanzen angelegt hatten. Sie dienten zur Verteidigung gegen das protestantische Heer König Gustav Adolfs von Schweden, dessen Truppen von der Werbener Schanze (Altmark) her anrückten.
Im Dreißigjährigen Krieg wurde Farsleben mehrfach von schwedischen oder österreichischen Truppen heimgesucht. Wegen der strategisch günstigen Lage lagerten oft Truppen auf dem Moorthalberg. Im Jahr 1626 rückte Tilly mit seinen Truppen bis nach Wolmirstedt vor. Die Dörfer Burgstall, Sandbeiendorf und Angern wurden von Pappenheimschen Reitern besetzt. Auf dem Moorthalberg soll ein Feldlager der Infanterie bestanden haben. Werben wurde von Tilly vergeblich belagert. Ein kaiserlicher General, der im Gefecht tödlich verwundet war, soll auf dem Moorthalberg gestorben und beerdigt worden sein. Anfang des vergangenen Jahrhunderts deckte noch ein großer Stein die Grabstätte, die jetzt unter Kaliabraum liegt.
Es war Beschluss des Gemeinderats, in Anlehnung an die beiden zuvor bestandenen Wappen eine Synthese der Symbole zu entwickeln. Das Wappen von 1938, dessen Entwurf auf den grafisch begabten Magdeburger Staatsarchivrat Otto Korn (1898–1955) zurückgeht, wurde vom Heraldiker Mantzsch weniger bunt gestaltet und ihm statt des Schildfußes ein Dreiberg (Moorthalberg) mit Seeblatt (Moorthalsee) gegeben. Um bei den inzwischen traditionellen Tinkturen Grün-Weiß zu bleiben, ist die hauptsächliche Wappensymbolik grün, der Schild silbern (weiß) tingiert.
Als Gemeindefarben galten Grün-Silber (Weiß).

Wappen von Farsleben
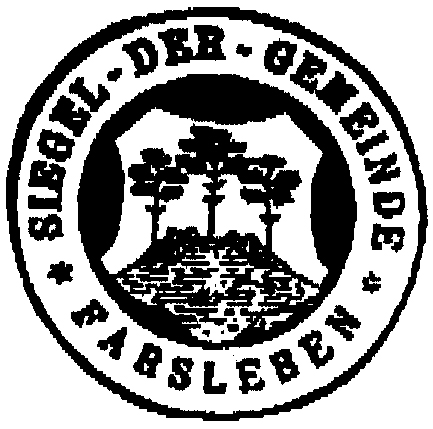
Altes Siegel der Gemeinde Farsleben
Eigener Wappenentwurf der Gemeinde

#### Historisches Wappen
| | Blasonierung: „In Gold auf grünem Boden zwischen zwei roten Schanzkörben ein Soldat in der Tracht des dreißigjährigen Krieges in blauer Uniform, mit roter Schärpe, silbernen Halskragen, silbernem Hut mit roter und blauer Straußenfeder, goldenen Kanonenstiefeln und goldenem Lederzeug, silbernen Stulphandschuhen, in der Rechten eine Partisane haltend, die Linke in die Seite gestemmt.“ |
| Das Wappen wurde vom Magdeburger Staatsarchivrat Otto Korn gestaltet und am 6. September 1938 durch den Oberpräsidenten der Provinz Sachsen verliehen. | |

### Flagge
Die Flagge ist Grün – Weiß gestreift mit dem aufgelegten Wappen.

## Kultur und Sehenswürdigkeiten
- Gedenkstein auf dem Ortsfriedhof für ermordete jüdische KZ-Häftlinge, von der Synagogengemeinde 1985 errichtet
- Dorfkirche Farsleben
- Ländliches Kultur- und Veranstaltungszentrum „Weber’s Hof“

## Wirtschaft und Infrastruktur

### Verkehrsanbindung
Nahe Farsleben führt die Bundesstraße 189 (Magdeburg–Stendal) vorbei, die in Richtung Süden zweispurig ausgebaut wurde. Weitere Straßenverbindungen bestehen nach Wolmirstedt und über Zielitz nach Rogätz. Die nächsten Bahnhöfe befinden sich in Wolmirstedt und Zielitz an der Bahnstrecke Magdeburg–Stendal–Wittenberge, die den Ort Farsleben direkt tangiert. Neben Regionalverkehrszügen halten dort auch die Züge der S-Bahn Mittelelbe.

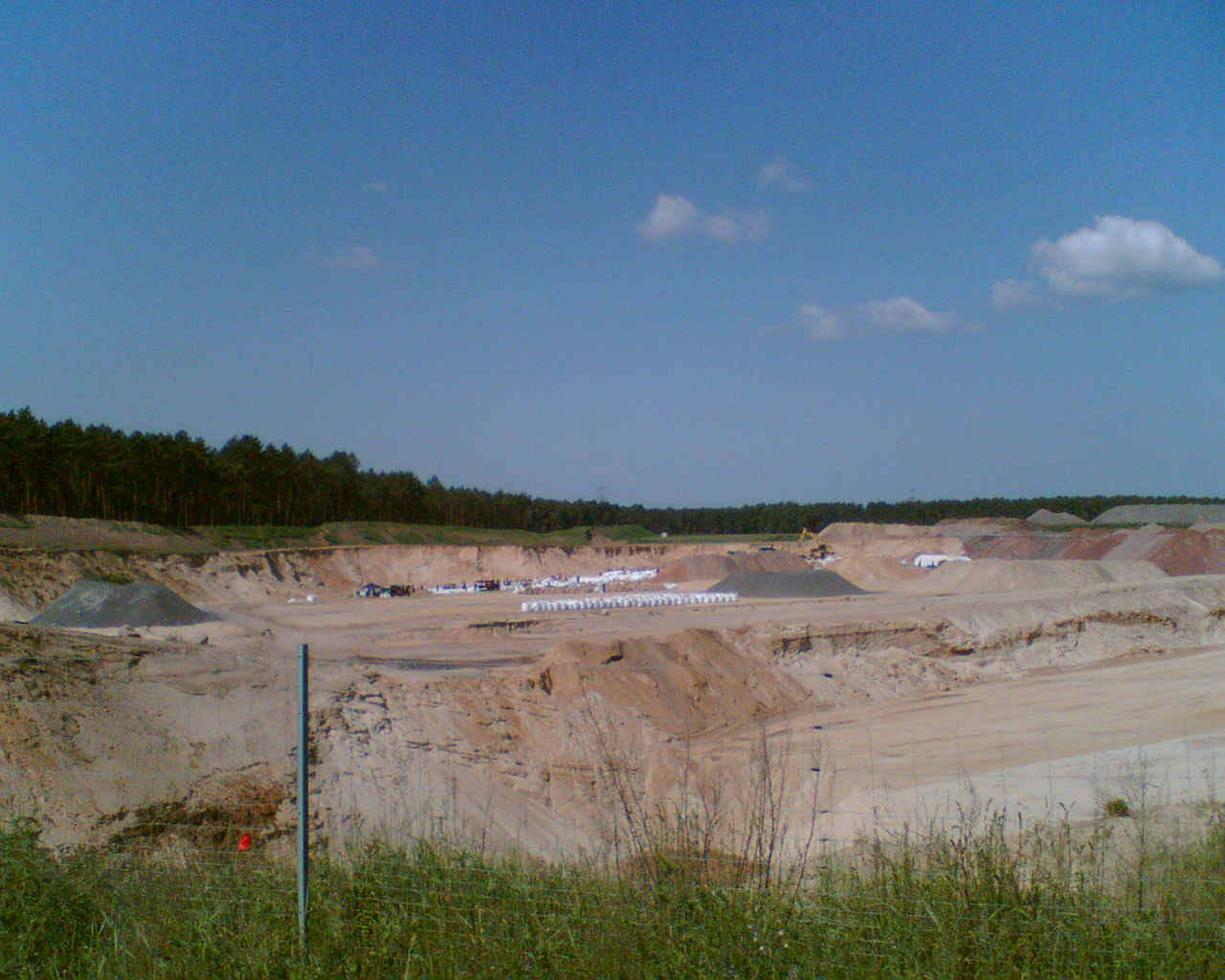
Sand- und Kieswerk Farsleben

### Ansässige Unternehmen
Am nördlichen Dorfrand liegt das Sand- und Kieswerk Farsleben. Anlässlich vom Hochwasser in Mitteleuropa 2013 wurden hier zehntausende Sandsäcke befüllt für die Aufkadung von nördlich von Magdeburg gelegenen Deichen der nahen Flüsse.